# Gen crema

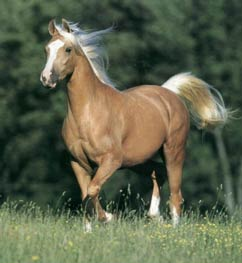
El pelaje palomino resulta de la acción de una copia de gen crema sobre pelaje alazán.

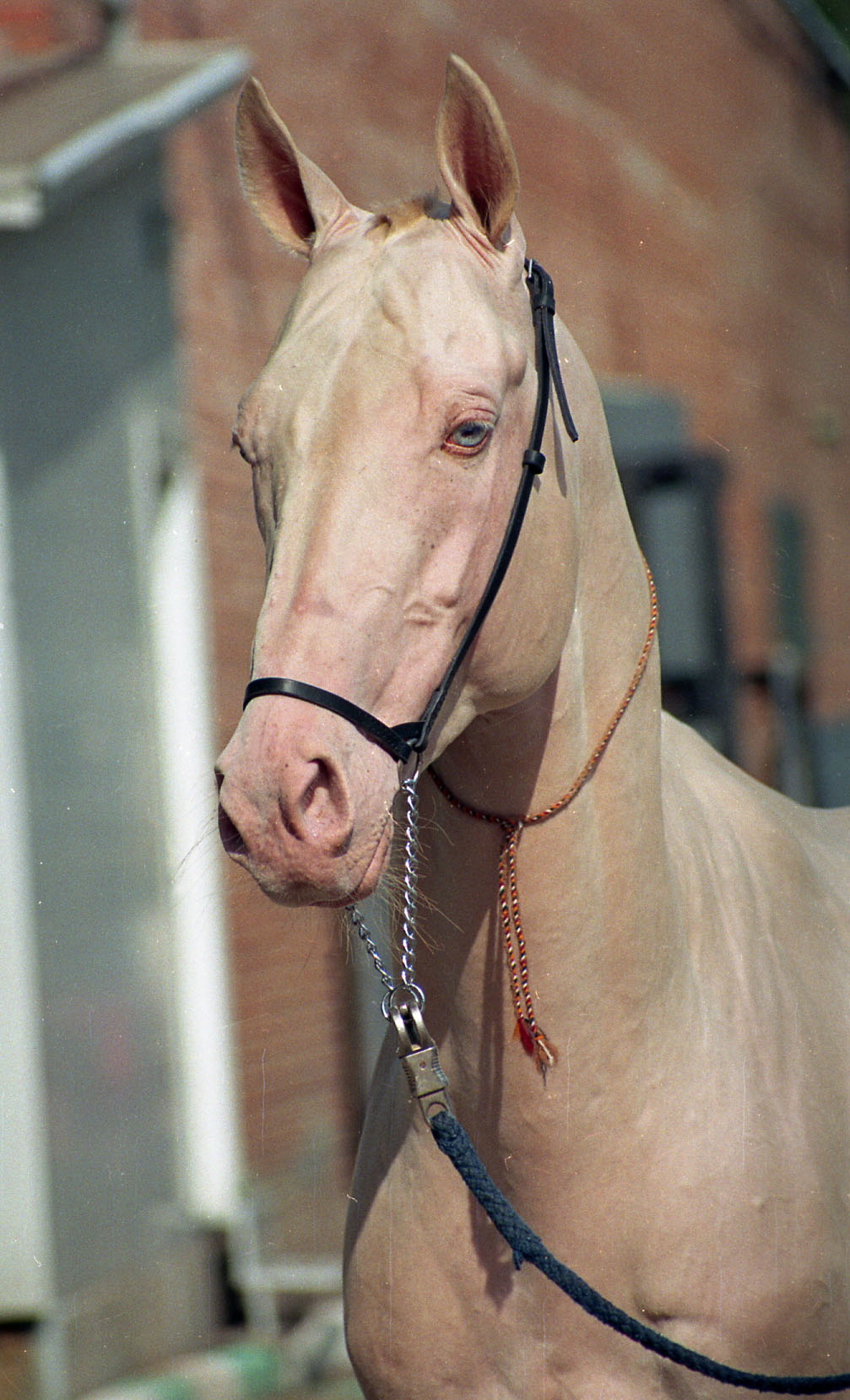
Caballo crem. Los doble diluidos crema muestran una piel muy poco pigmentada y ojos azules.

El  gen crema  es responsable de un cierto número de pelajes de caballos. Actúa sobre los pelajes básicos (negro, pardo, castaño, rojo) modificando en cada caso la tonalidad de pelos y crines y cambiándolas por tonalidades más claras. Bajo la acción del gen crema los pelajes básicos se transforman en pelajes diluidos crema. La denominación dilución crema es habitual.
La dilución crema simple (heterocigótica) ocasiona cuatro pelajes diluidos:
- Negro Cr = negro-ahumado (a menudo de aspecto negro)
- Pardo Cr = pardo-ahumado (a menudo de aspecto pardo)
- Castaño Cr = pardo-crema
- Rojo Cr = palomino

La dilución crema doble (homocigótica) ocasiona cuatro pelajes diluidos:
- Negro Cr/Cr = bayo isabela
- Pardo Cr/Cr = bayo con crines pardas
- Castaño Cr/Cr = perla
- Rojo Cr/Cr = bayo con crines blancas

Los pelajes anteriores, doblemente diluidos crema, tienen un aspecto muy parecido. De un color de blanco roto no son caballos blancos de verdad. Su piel es pigmentada (con una tonalidad muy clara) y los pelos también conservan un poco de pigmento. Las crines pueden ser un poco más oscuras que el pelaje del cuerpo.
Los pelajes diluidos crema, aunque tengan ojos azules, no tienen ninguna relación con los pelajes blancos ni con los pelajes manchados.
El gen crema (CCr) es un alelo dominante incompleto con un efecto de dosis claro. La secuencia de ADN responsable de los pelajes crema es el alelo crema, que es un locus específico en el gen de Matp. Su efecto general es aclarar los colores del pelaje, piel y ojos. Cuando una copia del alelo está presente, diluye las partes de color rojo a un color amarillento o dorado. El efecto sobre la crin y la cola es más intenso, pero no diluye las partes de color negro de manera significativa. Cuando dos copias del alelo están presentes, tanto los pelos rojos como los negros se ven afectados. Los pelos rojos se convierten en blanquecinos (crema), y los pelos negros se vuelven rojizos. Una copia sencilla del al. Alelo tigen un impacto mínimo en color de ojo, pero cuando son dos copias presentes, el caballo tendrá los ojos azules además de un pelaje muy claro.
El gen crema es uno de los causantes de hipomelanisme o gen de dilución identificados en los caballos. No siempre es posible identificar por el aspecto exterior si el alelo CCr está presente sin una prueba del ADN. Hay otros genes de dilución que pueden imitar algunos de los efectos del gen de crema en forma simple o doble. Los genes que pueden causar efectos similares al gen crema son: el gen perla, el gen plateado, y el gen champagne. Los caballos con el gen pardo también pueden parecerse a pelajes con una copia sencilla del gen crema. No hay que olvidar que un mismo caballo puede ser portador de más de un gen de dilución (de hecho los puede llevar todos). En algunos casos dos genes de dilución ocasionan una tonalidad más oscura que algunos llaman "pseudo dobles-diluidos".
El descubrimiento del gen crema permitió la inscripción de los pelajes doblemente diluidos crema o crema homocigóticos (de aspecto blanquecino y con ojos azules) en algunos registros en los que estaba prohibida, asimilando los pelajes anteriores con los albinos.

## Pelajes resultantes

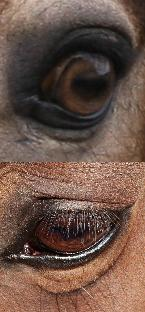
El ojo marrón claro o de ámbar de un caballo pardo-crema (arriba) comparado con el marrón oscuro de un caballo castaño.

Todos los caballos tienen dos copias del gen MATP: una de parte de la yegua y la otra de parte del Estal.
Los pelajes básicos no tienen ningún alelo crema. Los pelajes dluïts crema simples se producen cuando se añade un alelo crema a pelajes básicos.
El negro se transforma en negro-ahumado (poco diferente del negro), el moreno pasa a pardo-ahumado (muy parecido al pardo pero con zonas amarillentas en lugar de rojas), el castaño se convierte bayo-crema (generalmente sin raya dorsal) y el alazán se convierte en palomino.

La dilución crema simple implica que los pelos rojos pasan a amarillentos o dorados, las crines rojas convierten blancas. Los pelos negros no cambian (o cambian muy poco) de color, ni tampoco las crines negras. En los simples diluidos crema el color de los ojos suele ser relativamente claro, de tonalidad avellana. Los doblemente diluidos crema, formados por dos alelos crema sobre los pelajes básicos, tienen un pelaje blanco roto sobre una piel ligeramente pigmentada. Y suelen tener ojos azules. Los caballos con 2 copias del. Alelo crema también exhiben rasgos específicos: pelajes de color blanco roto, ojos azules pálidos, y piel muy poco pigmentada. Estos caballos se llaman normalmente crema, perla, negro-crema y pardo-crema.

### Crema diluido crema heterocigótico (crema diluido crema simple)

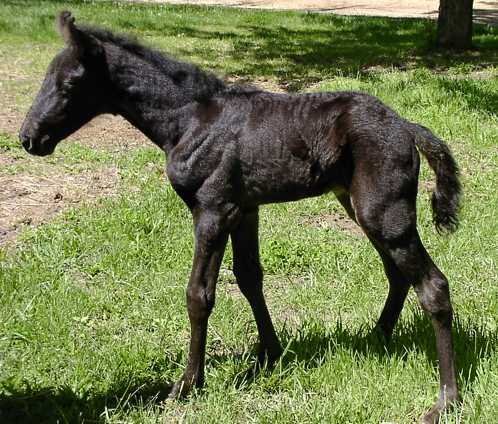
Potro negro-ahumado ("Smoky black")

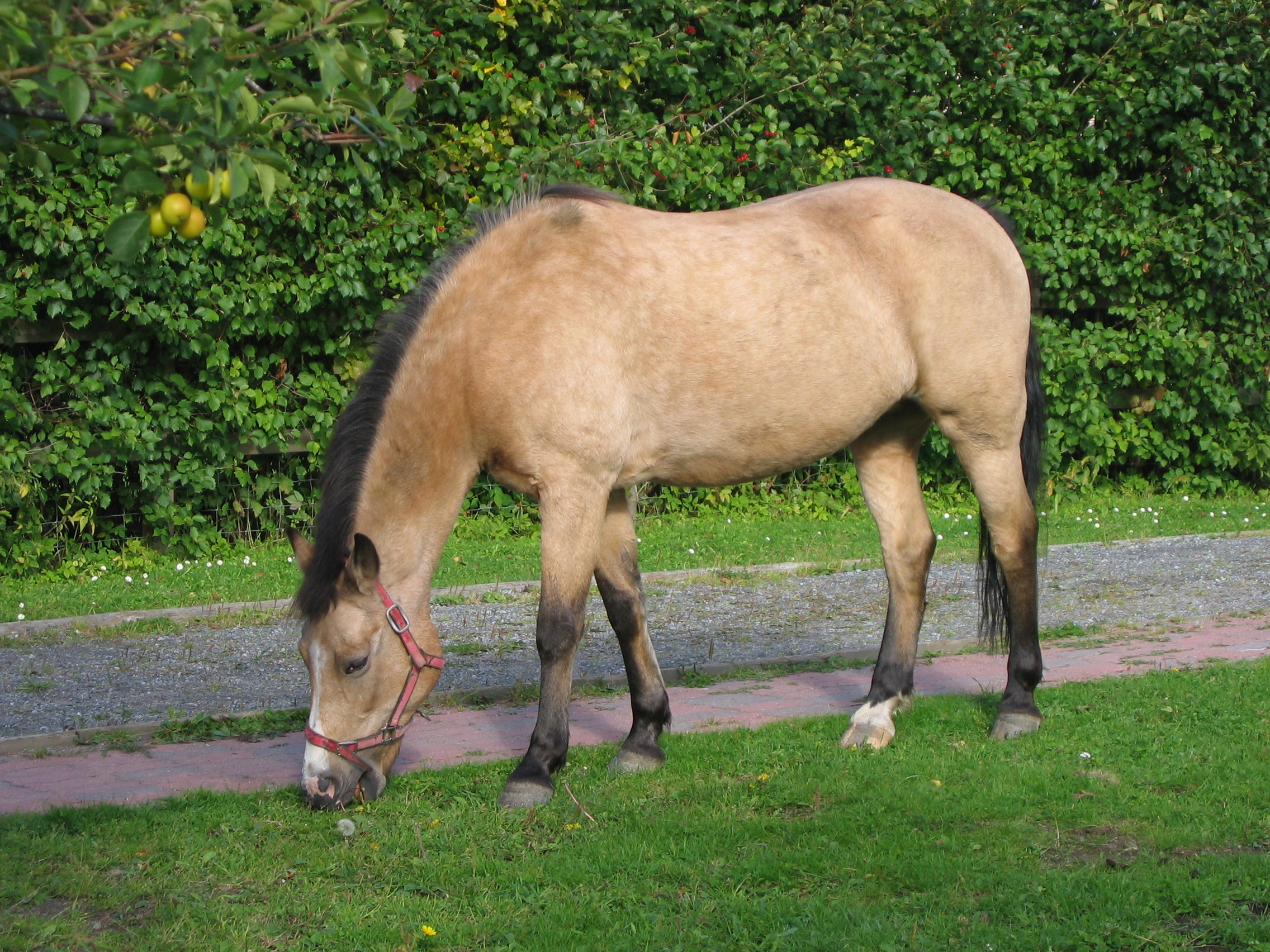
Poni New Forest de pelaje isabello.

Los pelajes crema diluido simple (con un alelo crema único) mantienen una piel pigmentada y los ojos castaños. A veces los pollinos nacen con una piel más clara que se oscurece con los años. También hay casos de ojos más claros con la tonalidad de la ámbar.[cita requerida] El observador poco avezado puede confundir algún diluido crema simple (por ejemplo, el bayo) con un pelaje diluido champagne (gen champagne. Los pollinos champagne nacen con una piel rosada-calabaza que se oscurece y se vuelve pecosa, especialmente en el hocico, alrededor de los ojos y en la zona de los genitales.
El pelaje palomino de color ocre con crines blancas resulta de la acción de un alelo crema sobre un pelaje alazán (rojo). La variante clásica con pelos del cuerpo dorados y cola y crin blancas es una de las más vistosas. Menos frecuentes son las variedades oscuras, a veces producidas por la acción combinada del al. Alelo crema y del patrón modificador "Sooty". También hay variantes muy pálidas, casi blancas, que se confunden con los pelajes crema. Los ojos y la piel sin embargo mantienen una tonalidad oscura.
El pelaje bayo con crines negras o isabello. Es el diluido crema simple del castaño. El alelo crema hace que todos los pelos que en el castaño serían rojos sean dorados o amarillentos en el bayo-crema. Los pelos y las crines negras no varían de color.
Los caballos negro-ahumados, dilución simple de los negros, son muy difíciles de detectar a simple vista. Su aspecto exterior es prácticamente igual que el de los negros (La dilución crema no afecta a los pelos y crines negras en forma simple). La única manera segura es el análisis genético.
El pelaje pardo-ahumado Es el diluido crema simple del pardo. Se parece mucho al pardo con zonas amarillentas en el hocico y brazada y, a veces, los flancos. La dilución crema simple hace que las zonas rojas del pardo pasen a amarillas en el moreno-ahumado.

### Crema diluido homocigótico (Crema diluido doble factor)

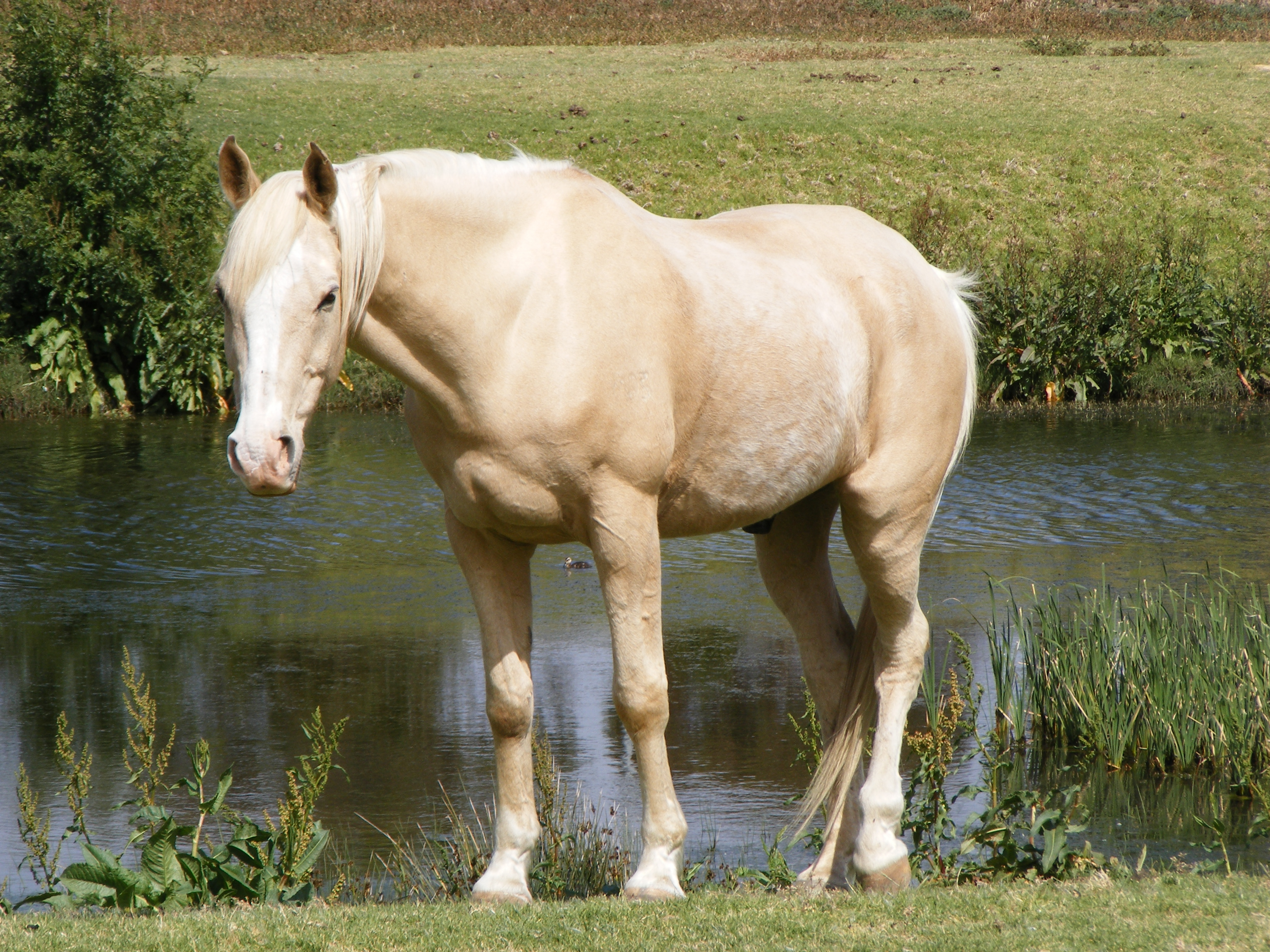
El pelaje bayo tiñe el cuerpo de dorado y cola y crin blancas.

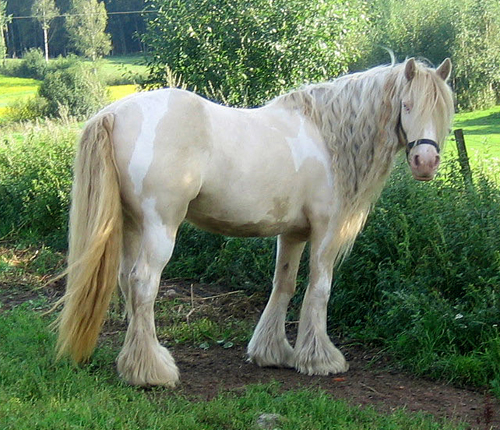
Este caballo, tobiano y negro-ahumado, muestra la diferencia entre las tonalidades de pelo y piel de las zonas crema y de las que son manchas blancas.

La doble dilución crema o dilución homocigótica crema ocurre cuando un caballo es portador de dos alelos crema.
En el caso anterior los pelos rojos se vuelven blanquecinos, de un color blanco roto, propio de la capa baya. La piel conserva un cierto grado de pigmentación (observable por contraste con eventuales áreas de piel rosada y despigmentada de marcas singulares o manchas en el caso de caballos tacatas). Las crines rojas se vuelven blancas. Los pelos negros cambian a blanquecinos, un poco más oscuros que en el caso de los rojos. Las crines negras conservan un cierto grado de color, pasando a gris rojizo.
En todos los casos los ojos se vuelven azules.
Los doble diluidos crema son:
- Del negro = bayo con crines negras isabela.
- Del pardo = bayo con crines pardas.
- Del castaño = perla.
- Del rojo = bayo con crines blancas.

No hay defectos de salud asociados al gen crema. Esto también es cierto en las variaciones normales del color de piel, pelo y ojos en el gen MATP correspondiente a los humanos. El verdadero color blanco puede ser producido por una media docena de genes conocidos, algunos de los cuales se asocian con defectos en la salud.

## Razas de caballos con gen crema

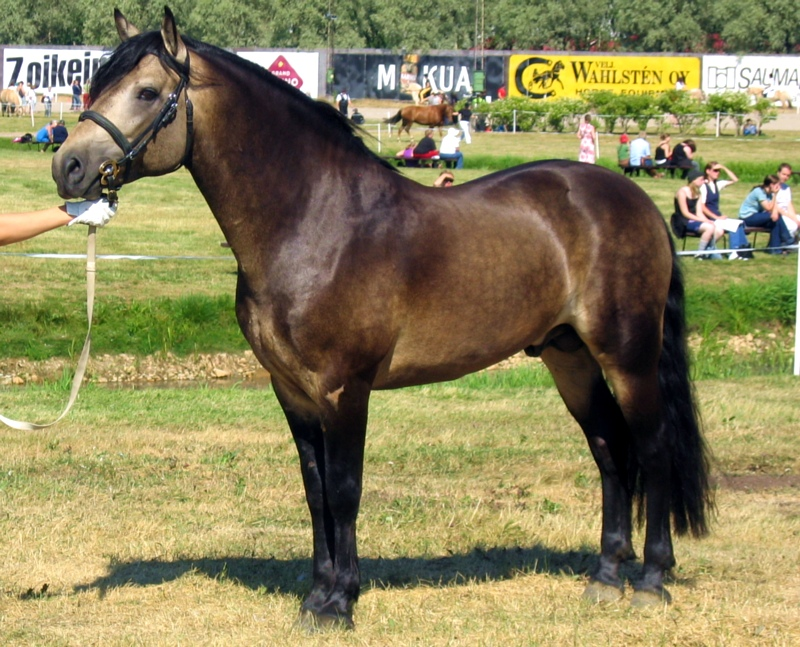
Caballo Connemara de pelaje ruano con "máscara" ("Sooty Buckskin Connemara".

El gen crema se encuentra en muchas razas: American Quarter Horse, Morgan, Morabit, Tennessee Walker, Misuri Fox Trotterinant de Tennessee, Miniature horse, Akhal-Teke, Connemara, Poni Gales, Pura Sangre Inglés, PRE, PSL,...
En cambio, no hay gen crema en los caballos árabes actuales. Hay referencias antiguas que hablan de caballos famosos diluidos crema.

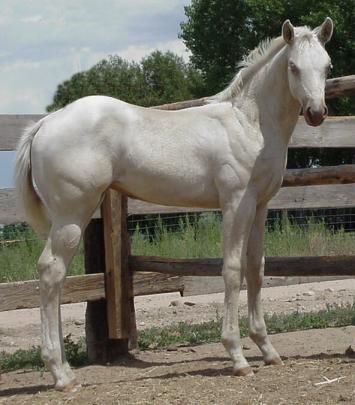
Potro bayo muy claro. Un pelaje tan claro parece a un pelaje crema. Pero la piel ligeramente pigmentada y los ojos oscuros indican que no se trata de un caballo crema o con dos diluciones combinadas.

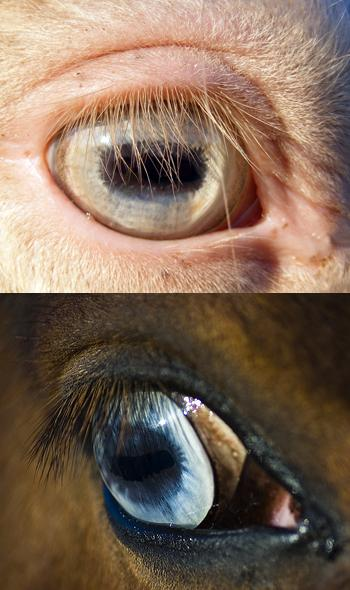
Comparación entre el ojo azul de un caballo perla (arriba) y un ojo azul despigmentado causado por una capa de células despigmentadas delante del ojo.

## Diluciones combinadas
Debido a que los genes de las diversas diluciones son diferentes, un mismo caballo puede ser portador de dos o más diluciones. En cada caso las diluciones combinadas pueden producir pelajes difíciles de distinguir a simple vista y que exigen pruebas genéticas para determinar con seguridad.

## Aspectos genéticos
El locus crema se sitúa en el exón 2 del gen MATP, un polimorfismo nucleótido simple resulta en el canje del ácido aspàrgic y el aspargina. (N153D). La prueba genética que ofrecen algunos laboratorios detecta esta mutación.
Los genes "overo" ("frame overo" según la American Paint Horse Association) y "sabino" provocan manchas blancas interrumpiendo o limitando la migración de melanocitos desde la cresta neural, mientras que la mutación crema afecta a la naturaleza de los pigmentos producidos por los melanocitos. La dilución crema es un caso de hipomelanisme. La piel, los pelos y los ojos de los caballos diluidos crema conservan un cierto grado de pigmentación.
Antes del mapeo del gen de crema, este locus se titulaba C para indicar "color". Hay dos alelos en la serie: el recesivo C, y el dominante C Cr. (Nota: En exposiciones simplificadas la notación es Cr para una copia crema y Cr/Cr para dos copias crema. Para evitar el uso de super-índice[cita requerida]).
La dilución crema fue investigada formalmente por Adalsteinsson en 1974, con la conclusión de que la herencia de los pelajes palomino y bayo-crema seguía en los caballos islandeses seguía un modelo semi-dominante o dominante incompleto. Adalsteinsson observó, también, que en los diluidos heterocigóticos sólo se diluía la feomelanina.